# Mălina Mare
Mălina Mare è un quartiere del settore Botanica della città di Chișinău. Le principali vie sono: strada Mălina Mare e bluevardul Dacia.